# J.E.B. Stuart
James Ewell Brown (Jeb) Stuart (Patrick County (Virginia), 6 februari 1833 – Richmond (Virginia), 12 mei 1864) was een Amerikaans beroepsofficier en generaal die tijdens de Amerikaanse Burgeroorlog aan de zijde van de Confederatie vocht. Als cavaleriecommandant leverde hij belangrijke bijdragen aan de oorlogsinspanning van de Zuidelijke staten tijdens het conflict. Hij overleed aan zijn verwondingen na de Slag bij Yellow Tavern in 1864.

## Vroege jaren

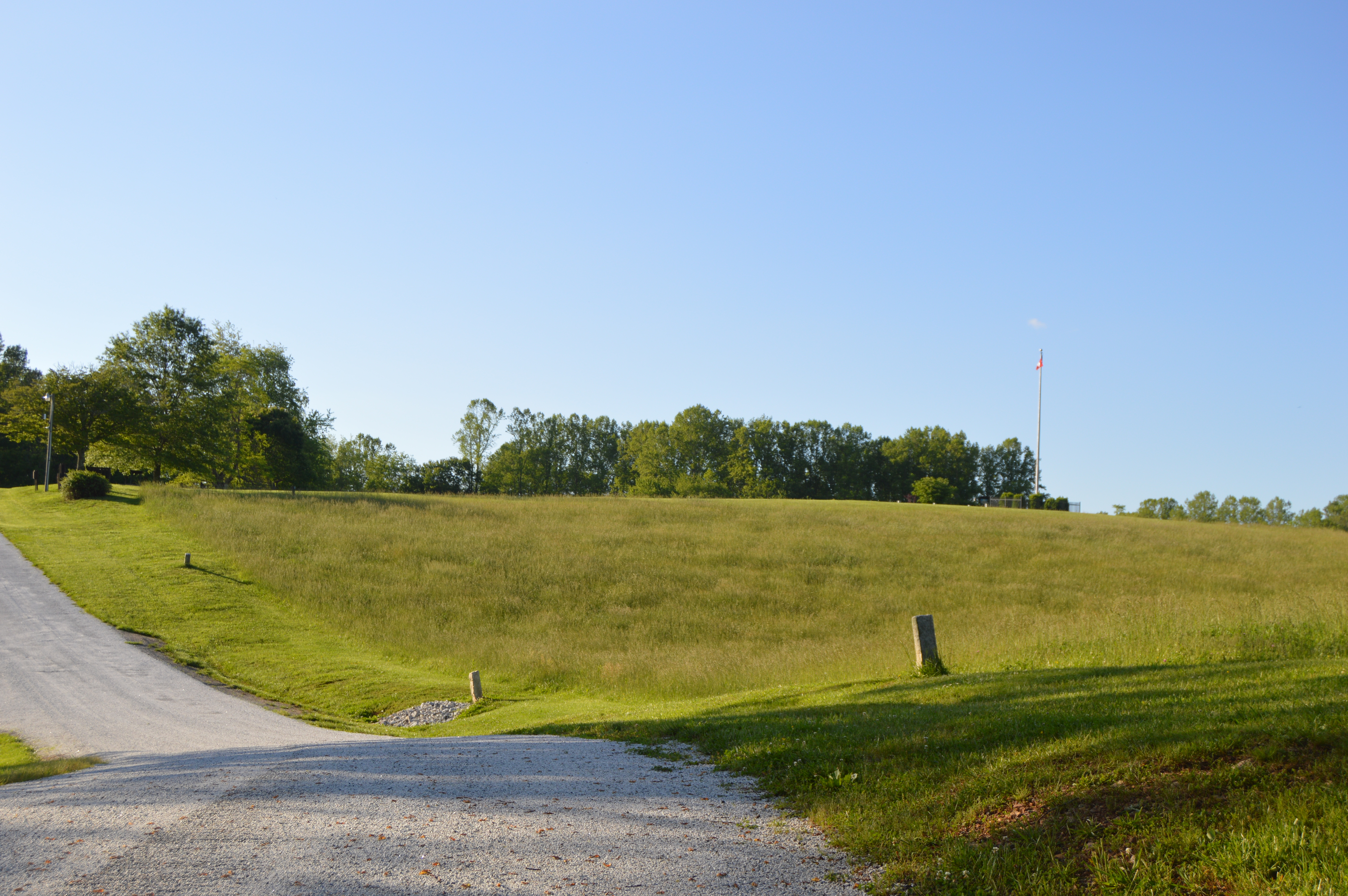
Laurel Hill Farm in 2017

Stuart werd geboren op 6 februari 1833 op Laurel Hill Farm, een plantage in Patrick County, Virginia niet ver van de grens met North Carolina. Hij was het achtste van elf kinderen en de jongste van vijf zonen die hun kindertijd overleefden.  Zijn vader, Archibald Stuart, was een veteraan van de  Oorlog van 1812, advocaat, slaveneigenaar en politicus. Hij zetelde in het Virginia General Assembly en zetelde ook één termijn in het huis van afgevaardigden Zijn moeder, Elizabeth Letcher Pannill Stuart, bestierde de boerderij en het huishouden en was een diep religieuze persoon die een goede neus voor zaken had.
Zijn familie was van Schotse en Ierse origine.  Zijn overgrootvader, majoor Alexander Stuart, was bevelhebber van een regiment tijdens de Slag bij Guilford Court House tijdens de Amerikaanse Onafhankelijkheidsoorlog. Zijn vader was de neef van  Alexander Hugh Holmes Stuart.

### Opleiding
Stuart werd tot zijn twaalf jaar geschoold door zijn moeder en privé-leraars. Daarna kreeg hij les van verschillende leraars in Wytheville, Virginia en bij zijn tante Anne, de zus van zijn vader, in Danville. Tussen 1848 en 1850 ging hij naar Emory and Henry College.
Tijdens de zomer van 1848 probeerde Stuart dienst te nemen in het leger, maar werd afgewezen wegens zijn jonge leeftijd. Twee jaar later werd hij dankzij  congreslid Thomas Hamlet Averett  toegelaten tot de United States Military Academy in West Point. Stuart was een goede student en graag gezien. Omdat hij niet de meest knappe man was kreeg hij van zijn klasgenoten de bijnaam "Beauty". Na zijn studies liet hij al snel zijn baard groeien. 
Robert E. Lee werd in 1852 benoemd tot superintendent of directeur van de academie. Stuart werd al snel bevriend met de familie Lee en kwam regelmatig op bezoek. Tijdens zijn laatste jaar aan de militaire school werd hij geprezen voor zijn rijkunsten. Hij zwaaide af in 1854 als dertiende in een klas van 46 kadetten.

## United States Army
Stuart werd benoemd tot gebrevetteerd Tweede luitenant en ingelijfd bij de Regiment of Mounted Riflemen in Texas. Na een moeizame reis bereikte hij Fort Davis op 29 januari 1855. Hij kreeg de leiding over patrouilles die het gebied tussen San Antonio en El Paso bewaakten. Hij werd al snel overgeplaatst naar de net opgerichte 1st Cavalry Regiment (1855) in Fort Leavenworth, Kansas, waar hij benoemd werd tot kwartiermeester onder leiding van kolonel Edwin V. Sumner. In 1855 werd hij bevorderd tot eerste luitenant.

### Huwelijk

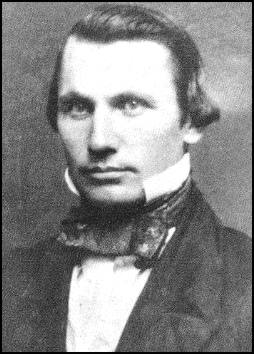
De jonge (baardloze) Stuart

In 1855 ontmoette hij Flora Cooke. Ze was de dochter van luitenant-kolonel Philip St. George Cooke, bevelhebber van de 2nd U.S. Dragoon Regiment. Flora was een bedreven amazone en Stuart viel onmiddellijk voor haar. Nog geen twee maanden na hun eerste ontmoeting waren ze verloofd. Over zijn verkering schreef hij vol humor "Veni, Vidi, Victus sum" (Ik kwam, ik zag en werd veroverd). Hoewel er een groot feest was gepland in Fort Riley, Kansas gooide het overlijden van zijn vader op 20 september roet in het eten. Ze huwden op 14 november zonder groots feest.  Hun eerste kind, een dochtertje, werd geboren in 1856 en stierf dezelfde dag van haar geboorte. Op 14 november 1857 werd een tweede dochter geboren die ze Flora noemden. Ze verhuisden begin 1858 naar Fort Riley waar ze de komende drie jaar zouden verblijven.

### Bleeding Kansas
Tijdens zijn diensttijd had hij verschillende schermutselingen meegemaakt met de inheemse Amerikanen en zag hij actie tijdens Bleeding Kansas. Hij raakte gewond op 29 juli 1857 bij de Solomon tegen de Cheyenne. Kolonel Sumner voerde een aanval uit met getrokken sabel terwijl de Cheyenne pijlen afvuurden op de chargerende cavaleristen. Stuart en drie anderen achtervolgden een vijand die door Stuart in de dij werd geraakt. De inheemse Amerikaan draaide zich om en schoot met een klein pistool naar Stuart die geraakt werd in de borst. Hij hield er slechts een schram aan over.  In september keerde hij terug naar Fort Leavenworth en zijn vrouw.

### John Brown
In 1859 had Stuart een nieuw voorwerp uitgevonden om een zwaard gemakkelijker aan een riem te bevestigen. Op 4 oktober kreeg hij er een patent op onder nummer 25.684. De regering betaalde hem 5.000 dollar om onder licentie de “zwaardhaak” te mogen gebruiken. Stuart werkte samen met Knorr, Nece and Co. in Philadelphia om het te produceren. Terwijl hij in Washington D.C. was om het contract te bespreken en ondertussen om een overplaatsing aan te vragen naar het quartermaster departement, hoorde hij van de raid van John Brown op het arsenaal van Harpers Ferry. Stuart gaf zich op als vrijwilliger om als Aide-de-camp te fungeren voor kolonel Robert E. Lee. Lee  kreeg een peloton mariniers en vier pelotons van de militie van Maryland toegewezen om Brown tot overgave te dwingen. Stuart bracht het geschreven ultimatum over aan de opstandelingen.

## Amerikaanse Burgeroorlog

### Ontslag uit het U.S. Army
Op 22 april 1861 werd Stuart bevorderd tot kapitein, maar op 3 mei 1861 nam hij ontslag uit het U.S. Army. Na da secessie van zijn thuisstaat Virginia nam hij ontslag en meldde zich aan bij het Confederate States Army. Zijn ontslag werd aanvaard op 14 mei. Op 26 juni 1860 werd hun zoon geboren, Philip St. George Cooke Stuart, maar Stuart zou zijn naam eind 1861 veranderen in James Ewell Brown Stuart Jr. ("Jimmie") omdat zijn schoonvader in het U.S. Army / Union Army bleef en ze nu officieel vijanden waren van elkaar.

### Eerste slag bij Bull Run
Stuart kreeg een aanstelling als luitenant-kolonel bij de Virginia Infantry op 10 mei 1861. Generaal-majoor Robert E. Lee, bevelhebber van het Provisional Army of Virginia, stuurde hem door naar kolonel Thomas Jackson in Harper's Ferry. Jackson negeerde zijn infanteriebenoeming en gaf Stuart op 4 juli het bevel over de cavalerie van het Army of the Shenandoah die samengebracht werd in het 1st Virginia Cavalry Regiment. Op 16 juli werd Stuart bevorderd tot kolonel.

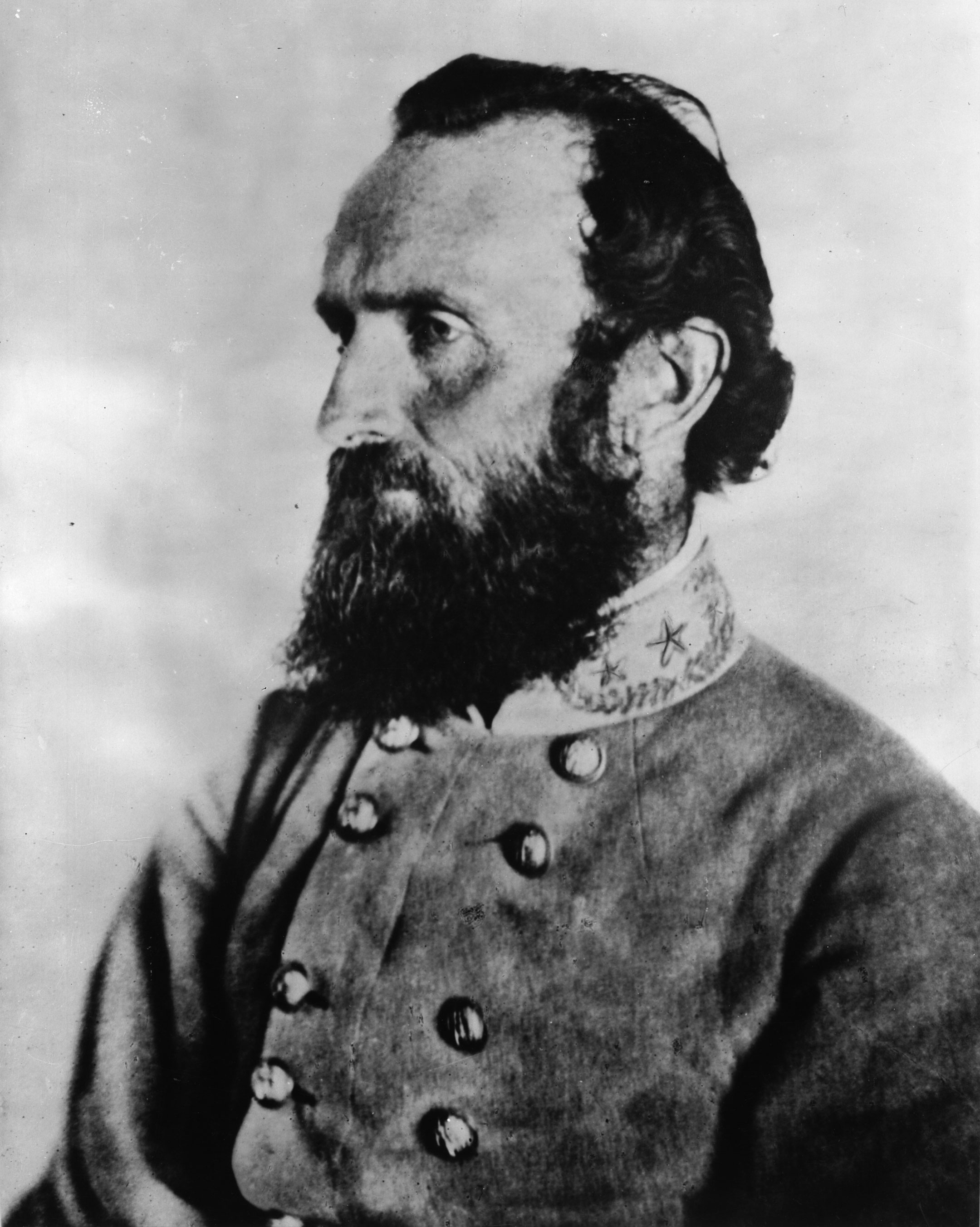
Stonewall Jackson die Stuart indeelde bij de cavalerie. Op deze foto draagt hij een jas die hij kreeg van Stuart.

Na enige tijd doorgebracht te hebben in de Shenandoahvallei, nam Stuart deel aan de Eerste Slag bij Bull Run (waar Jackson zijn bijnaam van "Stonewall" zou krijgen) en zette zijn cavalerie de achtervolging in toen de Noordelijke linies gebroken waren. Daarna voerde hij verkenningsopdrachten uit en bemande zijn cavalerie buitenposten langs de Potomac tot hij een cavaleriebrigade toegewezen kreeg in het nieuwe Army of the Potomac (die later de Army of Northern Virginia zou gaan heten). Hij werd bevorderd tot brigadegeneraal op 24 september 1861.

### Schiereilandveldtocht
In 1862 begon het Noordelijke Army of the Potomac aan zijn offensief om de Zuidelijke hoofdstad Richmond te veroveren om zo een snel einde te maken aan de oorlog. Stuarts cavalerie assisteerde de tactische terugtrekking van generaal Joseph E. Johnston tegenover het numerieke overwicht van het Noordelijke leger. Zijn eenheden vochten mee in Williamsburg, maar het weer en de omstandigheden op het terrein leenden zich niet tot grootse cavalerie-operaties.
Toen generaal Robert E. Lee Johnston verving omdat deze laatste gewond raakte vroeg hij aan Stuart om na te gaan of hij de sterkte van de rechterflank van het Noordelijke leger kon nagaan. Stuart vertrok op 12 juni met 1.200 cavaleristen, stelde inderdaad vast dat de vijandelijke flank kwetsbaar was, reed rond het Noordelijke leger en kwam op 15 juni terug nadat ze 225 km hadden afgelegd, 165 vijanden hadden gevangen genomen, 260 paarden en muilezels hadden veroverd en verschillende andere voorraden meebrachten. Ze ondervonden weinig tot geen weerstand van de Noordelijke cavalerie die, ironisch genoeg, aangevoerd werd door zijn schoonvader. De Zuidelijken verloren welgeteld 1 dode. Deze eerste rondrit werd een sensatie in de kranten. Toen Stuart terugkeerde naar Richmond werd hij begroet door een enthousiaste mensenmassa die rozenblaadjes voor hem strooiden. Hij werd even beroemd als Stonewall Jackson.

### Veldtocht in noordelijk Virginia

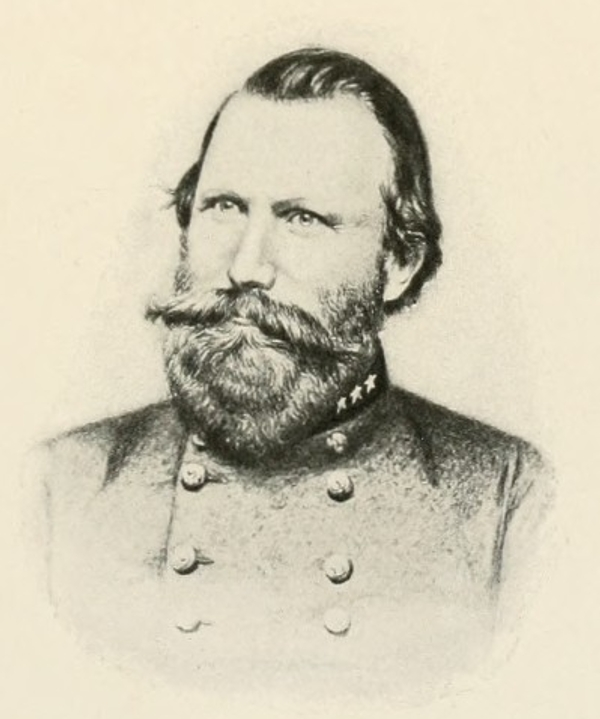
Generaal-majoor J. E. B. Stuart

In de beginfase van de Veldtocht in noordelijk Virginia werd Stuart bevorderd tot generaal-majoor op 25 juli 1862. Ook kreeg hij het bevel over een cavaleriedivisie. De centrale organisatie van de cavalerie in het Army of Northern Virginia gaf de Zuidelijken een tactisch voordeel op de Noordelijke cavalerie. Deze was verdeeld over de verschillende brigades als ondersteunende eenheid. Tijdens een verkenningsopdracht werd Stuart bijna gevangen genomen en verloor hij zijn kenmerkende gepluimde hoed. De volgende dag slaagden zijn troepen er echter in om het hoofdkwartier van de Noordelijke generaal John Pope te overvallen, zijn gala-uniform mee te nemen en belangrijke documenten onderscheppen met orders voor de Noordelijke eenheden en versterkingen.
Tijdens de Tweede Slag bij Bull Run ondersteunde Stuarts cavalerie de aanvallen van Longstreets infanterie tegen Pope met artilleriebatterijen op de flank. Stuart stuurde de brigade van Beverly Robertson naar  voren om Noordelijken te achtervolgen, maar botste op de brigade van John Buford. Een hevig gevecht volgde waarbij het 2nd Virginia Cavalry van kolonel Thomas T. Munford bijna onder de voet gelopen werd. Stuart stuurde in allerlei nog twee regimenten ter versterking en namen hierbij 300 Noordelijken gevangen. Na de slag bestookte Stuarts cavalerie de terugtrekkende Noordelijken tot de veldtocht eindigde met de Slag bij Chantilly.

### Maryland
Tijdens de Marylandveldtocht in september 1862 beschermde Stuarts cavalerie de Zuidelijke opmars in noordelijke richting. Hier maakte hij enkele tactische fouten en speelde te weinig informatie door naar Lee om te weten waar de vijand zich ophield. Gedurende vijf dagen liet hij zijn soldaten rusten en gaf hij een bal voor de lokale bewoners in Urbana, Maryland. Hij voerde vrijwel geen verkenningspatrouilles uit. Terwijl de Noordelijken dichter bij Lees verspreide leger kwamen, vocht Stuart enkele schermutselingen uit rond Frederick en slaagde hij er niet in om zijn brigades te concentreren. Ook maakte hij een verkeerde inschatting van de routes die de Noordelijken zouden kunnen gebruiken. Hierdoor miste hij de Noordelijke opmars naar Turner's Gap.  Daarom moest hij beroep doen op de infanterie van generaal-majoor D. H. Hill om de pas bij South Mountain te verdedigen. Toen de twee legers tegenover elkaar stonden bij Antietam bestookte zijn artillerie de Noordelijke flank. In de late namiddag kreeg hij het bevel van Stonewall Jackson om met zijn cavalerie rond de vijandelijke flank te rijden om de achterhoede aan te vallen. Tegelijkertijd zou Jackson een uitval doen met zijn infanterie in de West Woods. Stuart tastte de vijandelijke linie af met artillerievuur. De Noordelijken dienden hem van antwoord met hun eigen artillerievuur waardoor de aanval die Jackson wou nooit zou plaatsvinden.
Drie weken nadat Lee zijn leger had teruggetrokken uit Maryland voerde Stuart zijn tweede grote rondrit rond het Army of the Potomac uit. Tussen 10 en 12 oktober reed zijn cavalerie tijdens de Chambersburgraid meer dan 180 km in 60 uur van Darkesville tot in Mercersburg en Chambersburg in Pennsylvania om via Emmitsburg, Maryland, Hyattstown en White's Ford terug te keren naar  Leesburg in Virginia. Opnieuw oogste hij veel lof en kon hij paarden en voorraden buit maken, maar had het verder geen militair voordeel. Jubal Early verwees er naar als de "grootse expeditie om paarden te stelen, die slechts vervelend was voor de vijand". Stuart gaf zijn vriend Jackson een nieuw uniform afgewerkt met gouddraad die gemaakt was bij een van de beste kleermakers in Richmond. Hij wou Jackson kleden zoals een generaal volgens hem zou moeten doen, iets waar Jackson totaal onverschillig tegenover stond.
President Abraham Lincoln drong erop aan bij McClellan om de druk hoog te houden op Lees leger. McClellan stak op 26 oktober de Potomac over met zijn leger en rukte traag op in Zuidelijke richting. Terwijl de twee legers manoeuvreerden schermde Stuarts cavalerie Longstreets korps af. Er vonden verschillende schermutselingen plaats bij Mountville, Aldie en Upperville in Virginia. Op 6 november ontving Stuart een telegram met het nieuws van het overlijden van zijn dochtertje Flora enkele dagen voor ze vijf jaar oud zou worden. Ze overleed aan de gevolgen van buiktyfus.

### Fredericksburg en Chancellorsville

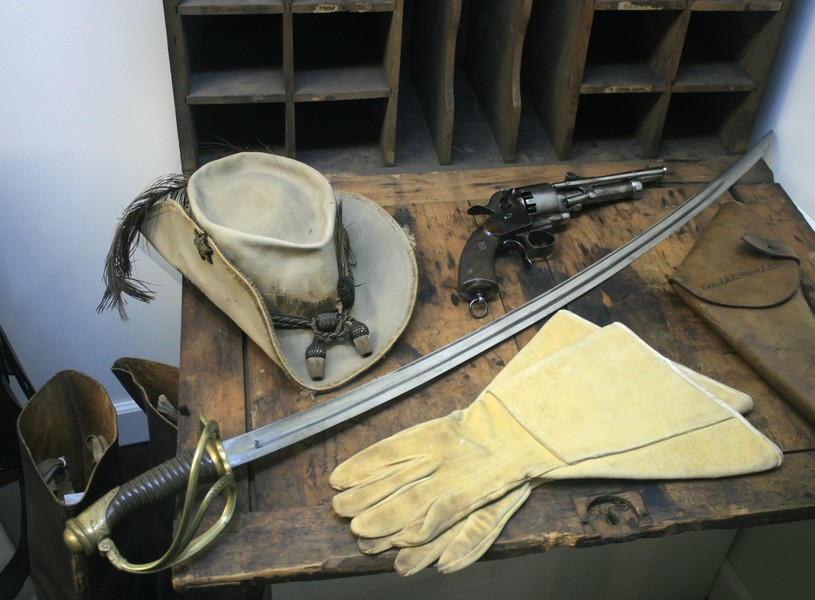
Stuarts hoed, zwaard en LeMat Revolver in het American Civil War Museum, Richmond, Virginia

In december 1862 beschermde Stuarts artillerie en cavalerie de rechterflank van het Zuidelijke leger tijdens de Slag bij Fredericksburg. Vooral de bereden artillerie onder leiding van majoor John Pelham beschermde Jacksons flank bij Hamilton's Crossing. Lee was vol lof over Stuart en zijn manschappen. De volgende dag schreef Stuart in een brief naar Flora dat er kogelgat in zijn kraag zat, maar dat hij zelf niet gewond was geraakt.
Na Kerstmis kreeg Stuart het bevel van Lee om een raid uit te voeren ten noorden van de Rappahannock waarbij hij de posities van de vijand diende te achterhalen en zoveel mogelijk schade moest aanbrengen. Hij vertrok met 1.800 cavaleristen en een batterij bereden artillerie. Ze stootten door tot Fairfax, Virginia, namen 250 soldaten gevangen en namen paarde muilezels en voorraden in beslag. De Zuidelijken tapten de telegraaflijnen af en onderschepten berichten tussen verschillende Noordelijke generaals. Stuart stuurde een persoonlijke boodschap naar de kwartiermeester generaal Montgomery C. Meigs waarin hij Meigs verzocht om betere muilezels te gebruiken, want de vorige waren van inferieure kwaliteit
Op 17 maart 1863 botste de Zuidelijk cavalerie op een Noordelijke eenheid bij Kelly's Ford. De Zuidelijken behaalden een kleine overwinning, maar verloren majoor Pelham. Stuart beschouwde hem als een jongere broer en was erg aangedaan door zijn overlijden. Zijn vrouw was opnieuw zwanger en in een brief schreeft hij aan haar dat mocht het kind een zoontje zijn, hij het John Pelham Stuart wou noemen. (Virginia Pelham Stuart werd geboren op 9 oktober.)

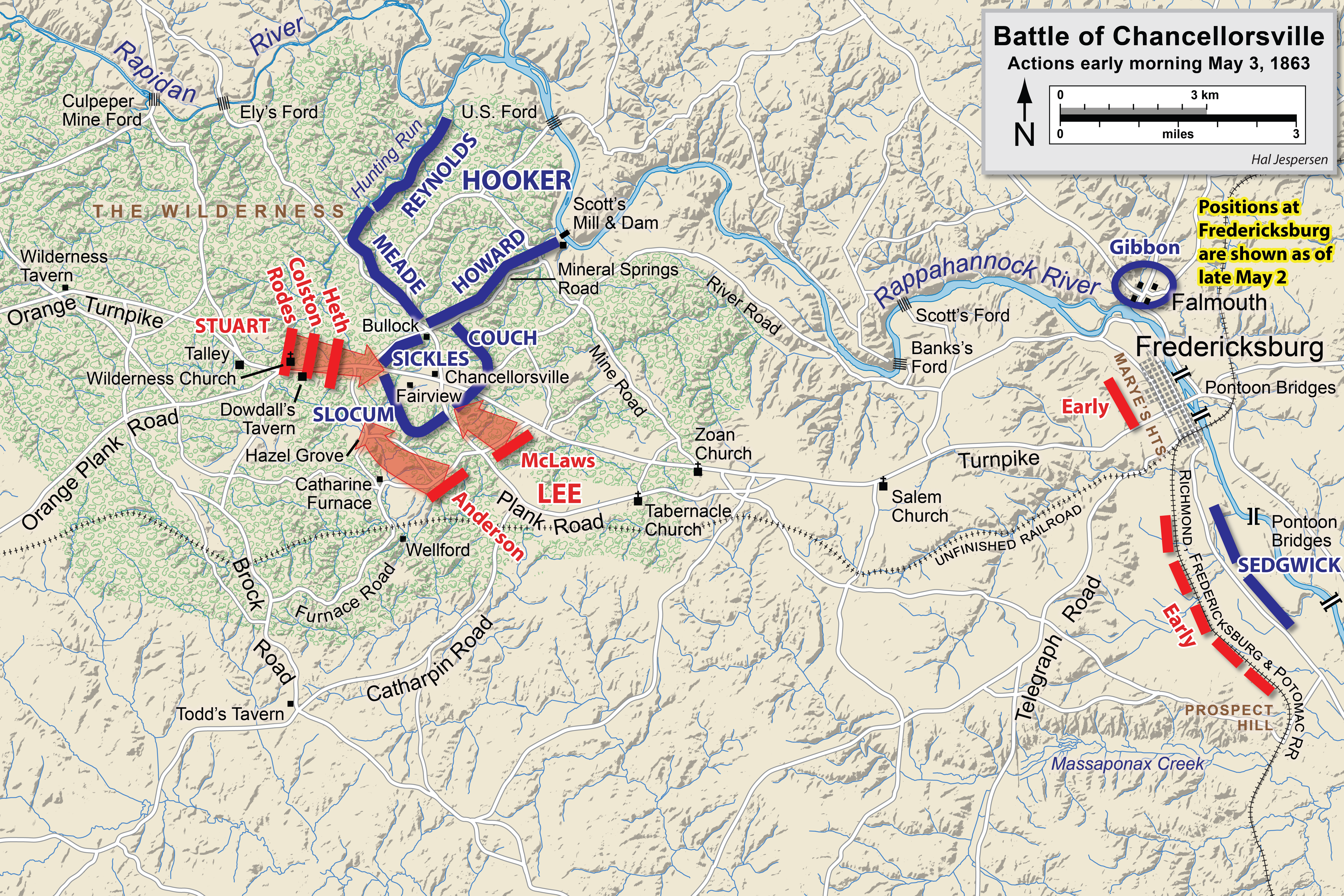
Chancellorsville, 3 mei 1863
Zuidelijken
Noordelijken

Tijdens de Slag bij Chancellorsville begeleidde Stuart op 2 mei 1863 de flankeerbeweging van Stonewall Jackson. Toen het Noordelijke XI Corps op de vlucht sloeg, zetten Stuart de achtervolging in. Via een koerier kreeg hij de boodschap dat Jackson en A.P. Hill gewond waren geraakt. Hill stuurde een boodschap naar Stuart dat hij het bevel moest overnemen van het Second Corps. Hoewel deze aanpassingen aan de bevelstructuur de flankeeraanval effectief stopte, toonde Stuart zich ook een goede infanteriecommandant toen hij een goed gecoördineerde aanval uitvoerde op de vijandelijke rechterflank. Toen de Noordelijken Hazel Grove verlieten, bezette Stuart deze positie onmiddellijk met artillerie en beschoot van daar uit de Noordelijke stellingen. Op 6 mei was Hill voldoende hersteld en nam het commando terug over van Stuart.
Stonewall Jackson overleed op 10 mei. Opnieuw was Stuart er het hart van in. Mary Anna, Jacksons echtgenote, schreef op 1 augustus in een brief aan Stuart om hem te bedanken voor zijn steun: "Weet dat de gevoelens van vriendschap en bewondering wederzijds was. Ik heb mijn echtgenoot regelmatig horen zeggen dat generaal Stuart een uitstekende soldaat is en hij je tot zijn dichte vrienden beschouwde."

### Brandy Station
Begin juni kampeerden twee van lees legerkorpsen in en rond Culpeper. Tien kilometer verder, bij Brandy Station, langs de Rappahannock, kampeerde Stuart met zijn cavalerie om Noordelijke verrassingsaanvallen te voorkomen. Stuart diende een verzoek in bij Lee om een groots opgezette militaire parade met demonstraties te mogen organiseren. Deze vond plaats op 5 juni, maar omdat Lee niet aanwezig kon zijn, werd dit op 8 juni nog eens herhaald, weliswaar op kleinere schaal. Deze parade vergde veel van zijn manschappen en paarden.

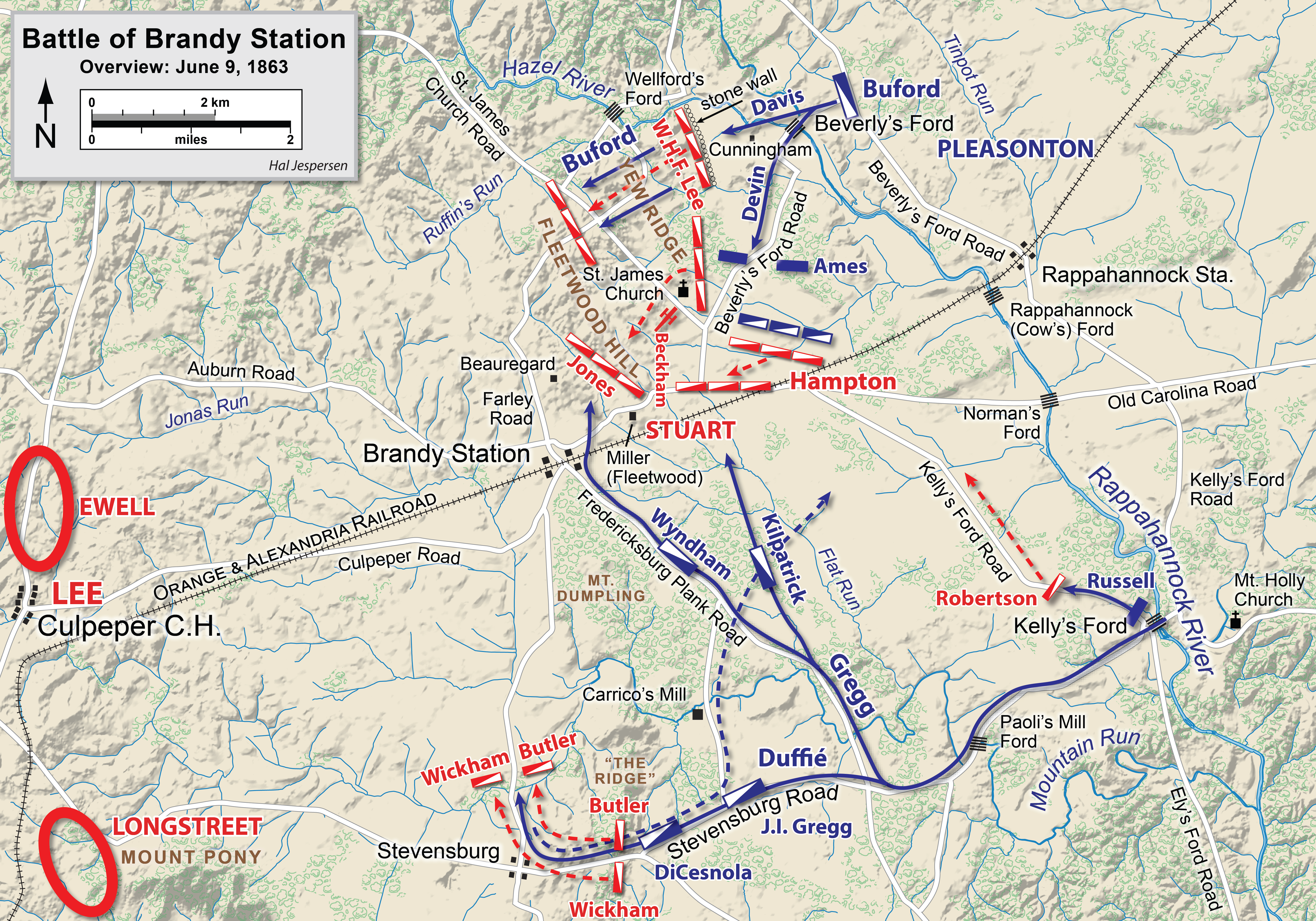

Lee gaf het bevel aan Stuart om de volgende dag een raid uit te voeren op de Noordelijken stellingen aan de andere kant van de Rappahannock. Stuart stuurde zijn soldaten en paarden terug naar Brandy Station om uit te rusten voor de volgende dag.
Generaal-majoor Joseph Hooker, bevelhebber van het Army of the Potomac, interpreteerde de aanwezigheid van Stuart bij Culpeper als zijnde voorbereidingen voor een raid op zijn communicatie en bevoorradingslijnen. Als tegenmaatregel gaf hij het bevel aan generaal-majoor Alfred Pleasonton om met 8.000 cavaleristen en 3.000 infanteristen de cavalerie van Stuart te vernietigen. Op 9 juni 1863 staken de Noordelijken in twee colonnes de Rappahannock over. De eerste colonne, onder leiding van brigadegeneraal John Buford, stak de rivier over bij  Beverly's Ford en verraste de Zuidelijken volledig. De tweede colonne stak over bij Kelly's Ford en verrasten de Zuidelijken opnieuw. Stuart werd langs twee kanten aangevallen. De volgende tien uur werden charges en tegencharges uitgevoerd op en rond Fleetwood Hill, het hoofdkwartier van Stuart. Tegen de avond trok Pleasonton zijn strijdmacht terug.
Hoewel Stuart de overwinning claimde omdat de Zuidelijken het slagveld behielden, was Brandy Station een tactisch gelijkspel. Pleasonton kon Stuarts cavalerie niet vernietigen en slaagde er niet in om de posities van Lees infanterie te achterhalen. Aan de andere kant had Stuart zich laten verrassen waardoor hij zware kritiek kreeg van de pers en medegeneraals. De slag demonstreerde ook de toegenomen slagkracht van de Noordelijke cavalerie die in het tweede deel van de oorlog een steeds grotere rol zou spelen.

### Stuarts derde rondrit

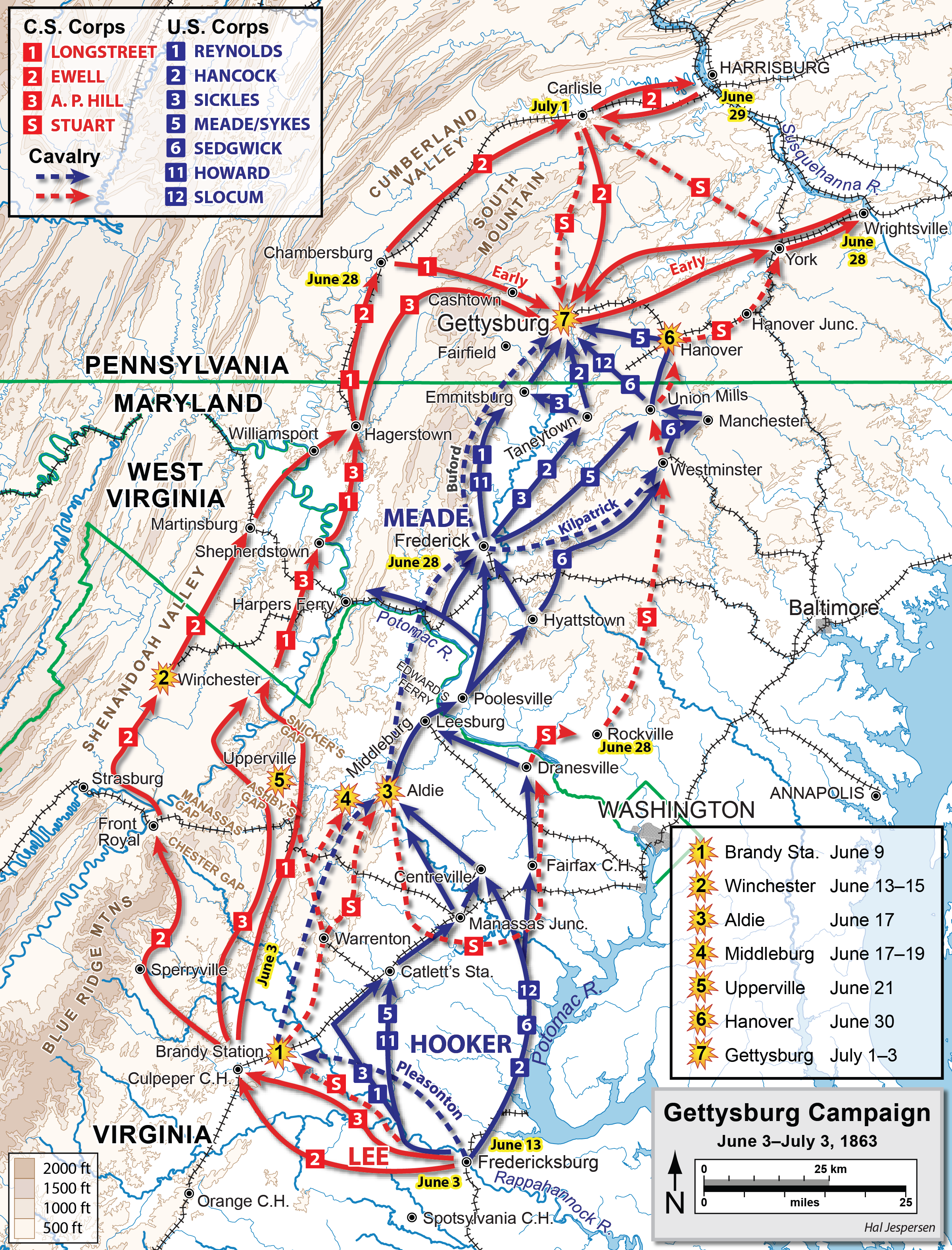
Stuarts rit aangeduid met een rode stippellijn tijdens de Gettysburgveldtocht tussen 3 juni en 3 juli 1863

Na een reeks van kleinere veldslagen met zijn cavalerie in juni begon Lee aan zijn opmars in noordelijke richting door de Shenandoahvallei. Stuart wou zijn vernedering uitwissen en droomde van een derde rit rond het vijandelijke leger. Op 22 juni kreeg Stuart zijn marsbevelen van Lee. Over de exacte orders werd sindsdien veel geschreven, maar het komt erop neer dat Stuart de verschillende bergpassen diende te beschermen terwijl het Army of Northern Virginia ten zuiden van de Potomac was. Daarna diende Stuart ook de rivier over te steken en de rechterflank van Richard Ewells Second Corps te beschermen. De kortste route was langs de Bleu Ridge Mountains. Hij nam echter zijn drie brigades ( o.l.v.  Wade Hampton, Fitzhugh Lee en kolonel John R. Chambliss die de gewonde W. H. F. "Rooney" Lee verving) mee om zich tussen het Noordelijke leger en Washington te manoeuvreren. Stuart en zijn cavalerie vertrok op 25 juni vanuit Salem Depot. Ze zouden door Rockville en Westminster in Maryland rijden en doorstoten naar Pennsylvania. Stuart hoopte veel voorraden in te palmen en verwarring te schichten in de achterhoede van het Army of the Potomac.
Het Noordelijke leger was echter zelf al onderweg en de infanterie blokkeerde de route die Stuart voor ogen had waardoor hij steeds verder westwaarts moest rijden om rond het vijandelijke leger te geraken. Hierdoor kon Stuart zich niet aansluiten bij Ewells korps en was Lee zijn ogen en oren verloren om te weten wat de Noordelijken deden.
Stuarts cavaleristen staken op 28 juni om 3.00 ’s nachts de Potomac over en veroverden een bagagetrein van 140 wagons bij Rockville. Dit zou een logistiek blok aan zijn been worden tijdens zijn tocht. Er brak paniek uit in de Noordelijke hoofdstad en ze stuurden twee cavaleriebrigades en een artilleriebatterij erop uit om Stuart te onderscheppen.
Op 29 juni botsten ze in Westminster op twee compagnieën van Noordelijke cavalerie die ze voor zich uit joegen langs de Baltimore Road. Volgens Stuart veroorzaakte dit grote paniek in Baltimore. Toen de Zuidelijken Hanover bereikten botsten de voorhoede op de Noordelijke cavalerie onder leiding van brigadegeneraal Judson Kilpatrick. De Noordelijken trokken zich terug op 30 juni maar vielen de volgende dag terug aan en verjoegen de Zuidelijken uit Hanover. Omdat Stuart prioriteit gaf aan de bescherming van de bagagetrein kon hij geen voordeel halen uit de confrontatie met Kilpatrick. Na een 30 km lange tocht in de duisternis bereikten ze Dover in de vroege ochtend van 1 juli. Die dag zou de Slag bij Gettysburg beginnen zonder Stuarts cavalerie.
Stuart reed nu richting Carlisle hopende Ewell te vinden. Hij vuurde nog enkele kanonskogels af op het stadje en vernietigde de Carlisle Barracks voor hij zich terugtrok in Zuidelijke richting naar Gettysburg. Ze bereikten Lee in de namiddag van 2 juli. Wade Hampton werd naar de linkerflank gestuurd om de slaglinie te ondersteunen en vocht bij Hunterstown tegen de Noordelijke brigadegeneraal George Armstrong Custer.

### Gettysburg
Toen Stuart in de namiddag van 2 juli eindelijk terug was en een grote bagagetrein meebracht, kreeg hij een kille ontvangst van Lee. Zijn cavalerie kreeg de opdracht om de Noordelijke achterhoede aan te vallen terwijl de grootscheepse Pickett's Charge zou uitgevoerd worden. De aanvallen van Stuart werden afgeslagen door de Noordelijke cavalerie van brigadegeneraal David Gregg en George Custer.
Tijdens de terugtocht van Gettysburg ondersteunde Stuarts cavalerie ten volle het Zuidelijke leger door het af te schermen van de Noordelijke cavalerie en de bagagetreinen te escorteren met gewonde soldaten en de vele veroverde voorraden over moeilijke wegen. Er vonden ontelbare schermutselingen plaats terwijl de Zuidelijken zich terugtrokken naar de Potomac. Stuarts cavaleristen waren de laatsten die de rivier terug overstaken, nat tot op het bot en volledig uitgeput.
Deze veldtocht was een van de meeste controversiële van de oorlog voor Stuart. Hij werd, samen met Longstreet, na de oorlog door de Lost Caus-beweging als een van de oorzaken gezien waarom de Zuidelijke Staten het conflict verloren hadden. Dit werd onderbouwd door officieren die onder Stuart gediend hadden en tegengesproken door anderen. Tot vandaag vloeit er nog veel inkt van voor- en tegenstanders van Stuart. Hoewel Stuart nooit een officiële waarschuwing kreeg voor zijn rol in de Gettysburgveldtocht werd hij, toen hij de verantwoordelijkheid kreeg over een korps op 9 september 1863, nooit bevorderd tot luitenant-generaal. Wat normaal de gewoonte was.

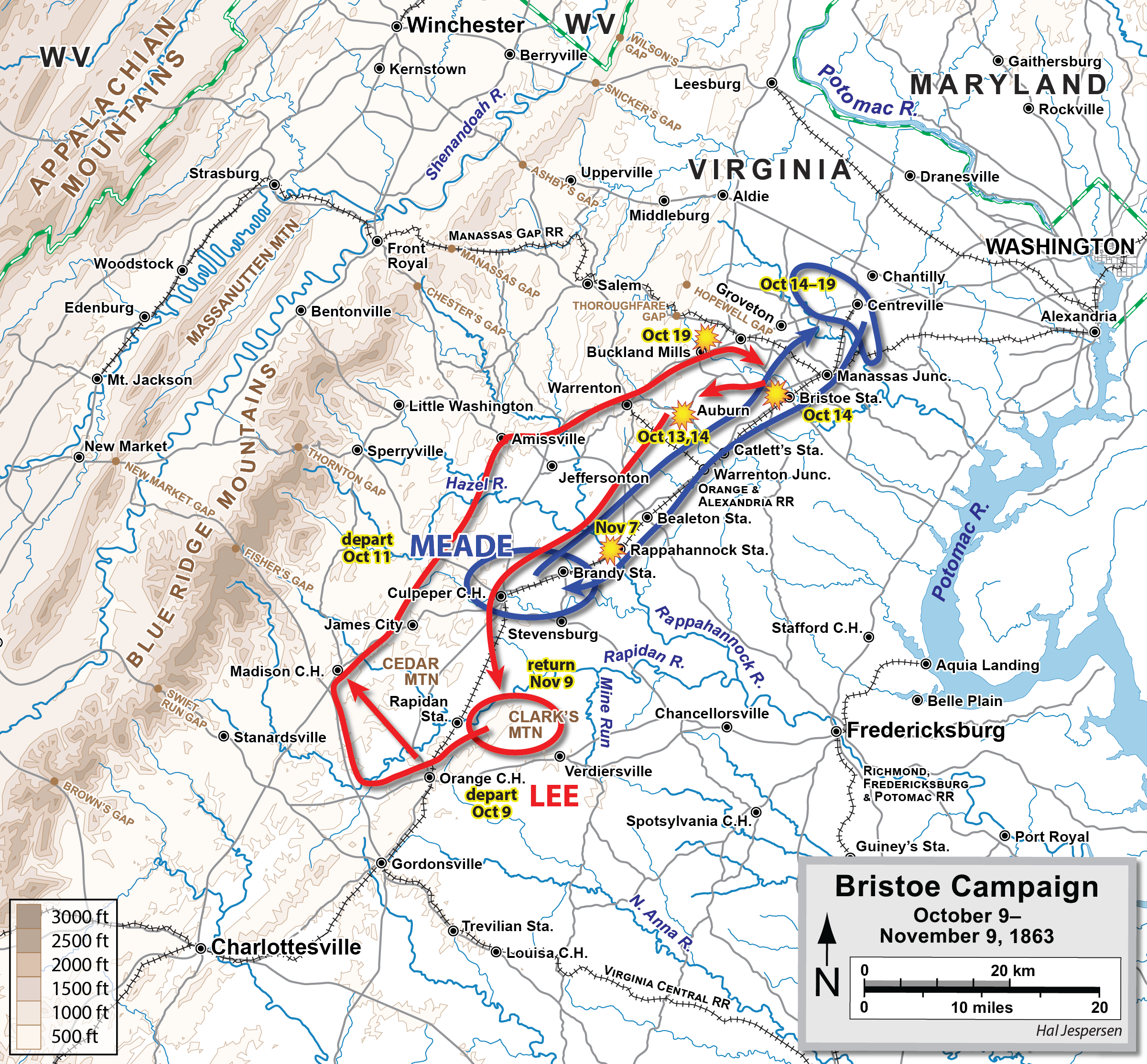
Overzichtskaart van de Bristoeveldtocht

### De herfst van 1863 en de Overlandveldtocht
Op 9 september richtte Lee het cavaleriekorps op waarover Stuart de leiding kreeg. Het korps bestond uit drie divisies van telkens drie brigades. Tijdens de Bristoeveldtocht moest Stuart een grote omtrekkende beweging uitvoeren om bij de vijandelijke achterhoede te geraken en die te verstoren. Generaal-majoor George Meade trok echter zijn leger systematisch terug waardoor Stuarts opdracht in het water viel. Op 13 oktober stootte Stuart per ongeluk op de achterhoede van het Noordelijke III Corps bij Warrenton wat resulteerde in de Eerste Slag bij Auburn.
Ewells korps werd op pad gestuurd om Stuart uit zijn penibele situatie te redden. Stuart kon zijn cavaleristen in een bebost ravijn verbergen terwijl het niets  vermoedende III Corps voorbij marcheerde. Stuart kon ontsnappen zonder Ewells hulp. Terwijl Meade zijn leger terugtrok naar Manassas Junction, vochtten brigades van het II Corps op 14 oktober een achterhoedegevecht uit met Stuarts cavalerie. Stuart kon dankzij bluf opnieuw ontsnappen. Toen de Zuidelijke aanval op Bristoe Station mislukte en een opmars naar Centreville afgelast werd, dekte Stuarts cavalerie de aftocht van het Zuidelijke leger. De Noordelijke cavalerie van Judson Kilpatrick achtervolgde Stuart langs de Warrenton Turnpike, maar ze liepen in een hinderlaag bij Chestnut Hill en moesten zich terugtrekken. De Noordelijken werden meer dan 8 km achterna gezeten door Stuarts cavalerie in wat later de "Buckland Races" zou genoemd worden.
De Overlandveldtocht was het lente-offensief van luitenant-generaal Ulysses S. Grant die begon met de Slag in de Wildernis in mei 1864. Tijdens de slag stuurde Stuart een brigade naar voren om Custers Michigan brigade aan te vallen waarbij langs beide kanten veel slachtoffers vielen. Stuart kreeg een bericht van Lee met de boodschap om de cavalerie te sparen. Toen Grant inzag dat hij geen doorbraak kon forceren, liet hij de gevechten afbreken. Hij probeerde het Noordelijke leger zodanig te positioneren dat hij Lee naar een gevecht kon lokken in voor hem betere omstandigheden. Terwijl beide legers manoeuvreerden om optimaal te kunnen vechten, kon Stuarts cavalerie op Laurel Hill in samenwerking met de infanterie van brigadegeneraal Joseph B. Kershaw, de Noordelijke opmars meer dan vijf uur vertragen.

### Yellow Tavern en overlijden
De bevelhebber van het Army of the Potomac, generaal-majoor George Meade en generaal-majoor Philip Sheridan, bevelhebber van de Noordelijke cavalerie waren het oneens met elkaar over de prestaties van de cavalerie tijdens de Overlandveldtocht. Sheridan wou de cavalerie volledig inzetten om Stuart "een plak slaag" te geven. Meade rapporteerde dit aan Grant die zei: "Heeft Sheridan dit gezegd? Wel, meestal weet hij waarover hij spreekt. Laat het hem maar uitvoeren." Sheridan organiseerde onmiddellijk een raid tegen de Zuidelijke bevoorradingslijnen en hij hoopte zo Stuart tot een aanval op zijn cavalerie te verleiden.
Sheridan rukte snel op in zuidoostelijke richting, stak de North Anna over en nam Beaver dam Station langs de Virginia Central Railroad in. Ze bevrijden 3.000 krijgsgevangenen en vernietigden meer dan één miljoen rantsoenen en medisch materiaal die bestemd was voor het Army of Northern Virginia. Stuart stuurde 3.000 cavaleristen erop uit om Sheridan tegen te houden. Onderweg stopte Stuart nog om zijn vrouw en twee kinderen te begroeten.
Op 11 mei 1864 botsten de Noordelijke en Zuidelijke cavalerie op elkaar bij Yellow Tavern, een verlaten herberg op 10 km ten noorden van Richmond. De Zuidelijke cavalerie bood weerstand vanop een lage heuvelrug die aan de weg naar Richmond grensde. Toen Stuart informatie kreeg van zijn verkenner Texas Jack Omohundro, voerde hij een tegenaanval uit waarbij de vijand teruggedreven werd. Stuart, die bij Company K van de 1st Virginia Cavalry Regiment te paard zat, vuurde zijn troepen aan terwijl hij schoot met zijn revolver.

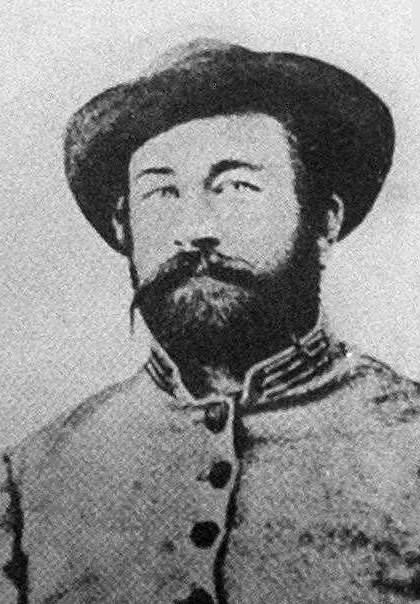
Luitenant-kolonel Gus W. Dorsey

Terwijl het 5th Michigan Cavalry Regiment zich terugtrok en langs Stuart reed, vuurde de 44 jaar oude soldaat John A. Huff vanop korte afstand met zijn .44 revolver op Stuart. De kogel ging recht door zijn buikholte en miste zijn ruggengraat om een haar na. Stuart viel in de armen van luitenant-kolonel Gus W. Dorsey en bracht hem naar de achterhoede.

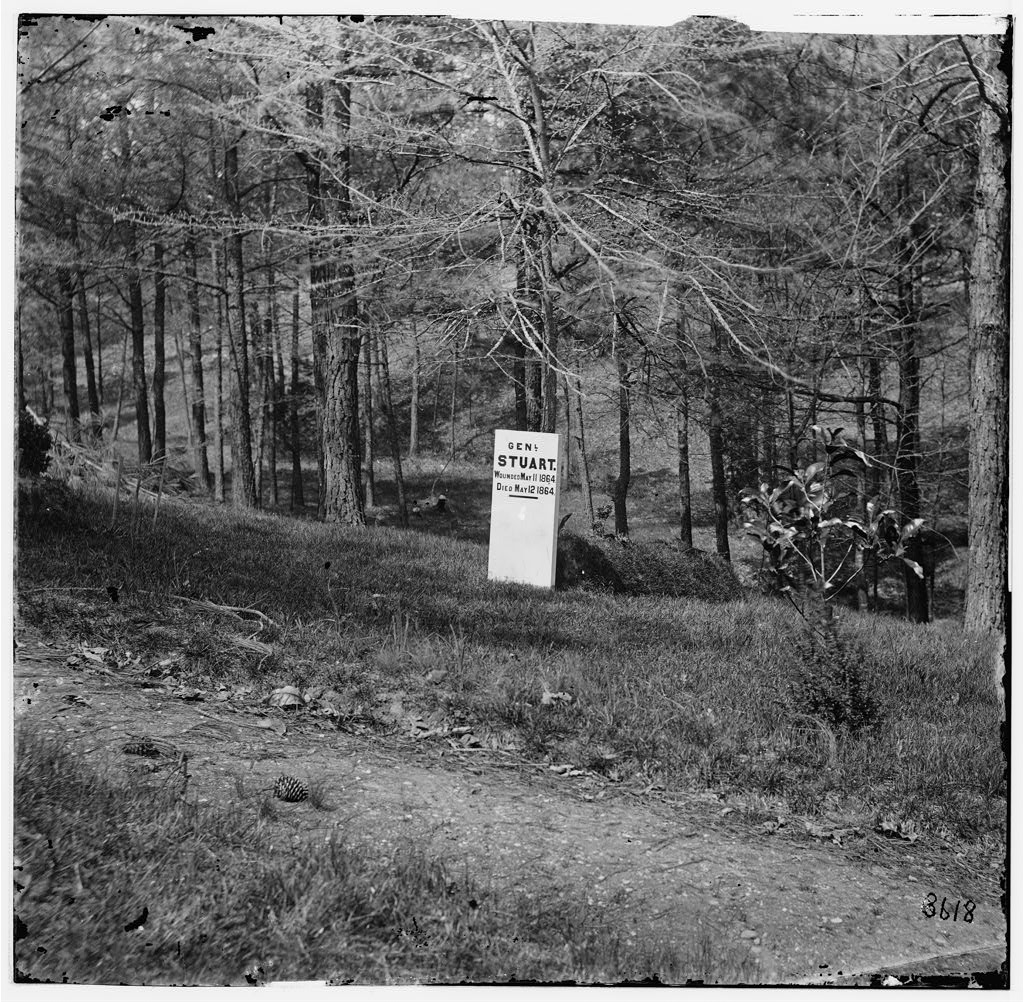
Stuarts graf met een tijdelijk merkteken

Stuart werd per ambulance terug gebracht naar Richmond waar hij naar het huis van zijn schoonbroer, dr. Charles Brewer; werd gebracht. Hij kreeg nog bezoek van president Jefferson Davis. Hij overleed op 12 mei om 7u38 op 31 jarige leeftijd. Zijn echtgenote was net te laat om afscheid te kunnen nemen. Hij werd begraven op het Hollywood Cemetery in Richmond. Het nieuws kwam hard aan bij zijn manschappen en bij zijn bevelhebber Robert E. Lee. John Huff, de soldaat die het fatale schot loste, sneuvelde enkele weken later tijdens de Slag bij Haw's Shop.
Flora zou voor de rest van haar leven zwarte kleren dragen en zou nooit hertrouwen. Ze verhuisde naar Saltville, Virginia waar ze de komende 15 jaar lesgaf in een schooltje. Tussen 1880 en 1898 was ze directrice van de Virginia Female Instiute in Staunton In 1907 werd de naam van de school ter ere  van haar veranderd in Stuart Hall School. Toen haar dochter Virginia in 1898 overleed in het kraambed, nam Flora ontslag en verhuisde ze naar Norfolk om haar kleinkinderen te helpen opvoeden met haar schoonzoon Robert Page Waller. Ze overleed op 10 mei 1923 na een val waarbij ze haar hoofd tegen de stoeprand stootte. Ze werd naast haar man begraven.

## Nalatenschap

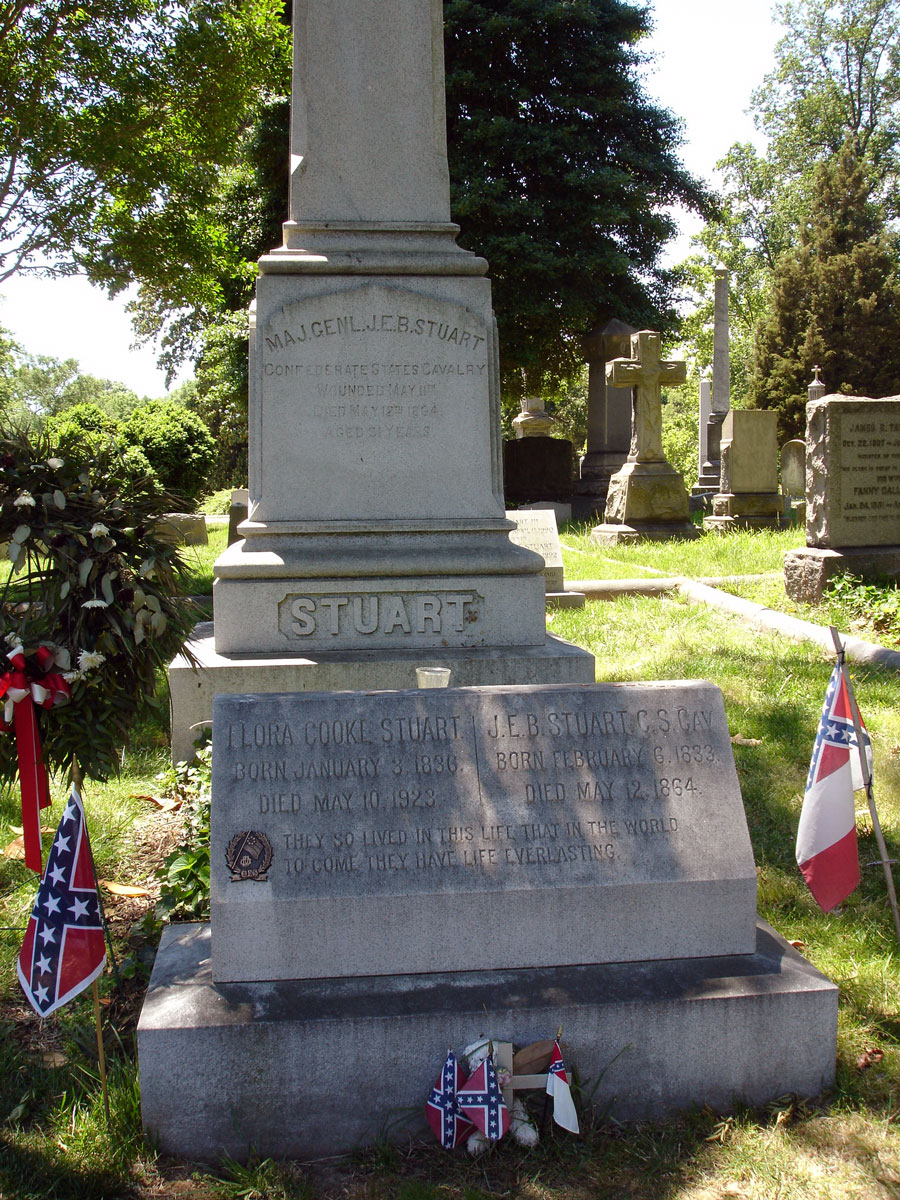
Grafmonument voor J.E.B. en Flora Stuart

Net zoals zijn vriend, Stonewall Jackson, werd Stuart een legendarische figuur en een van de beste cavaleriecommandanten van de Amerikaanse geschiedenis. Dit werd na de oorlog door vriend en vijand bevestigd.
Laurel Hill, de geboorteplaats van Stuart werd in 1992 aangekocht door de J.E.B. Stuart Birthplace Preservation Trust, Inc. In december 2006 werd een vlag van de Confederate States Army, die door Flora Stuart was gemaakt, verkocht voor 956.000 dollar. Een wereldrecord voor een Zuidelijke vlag.

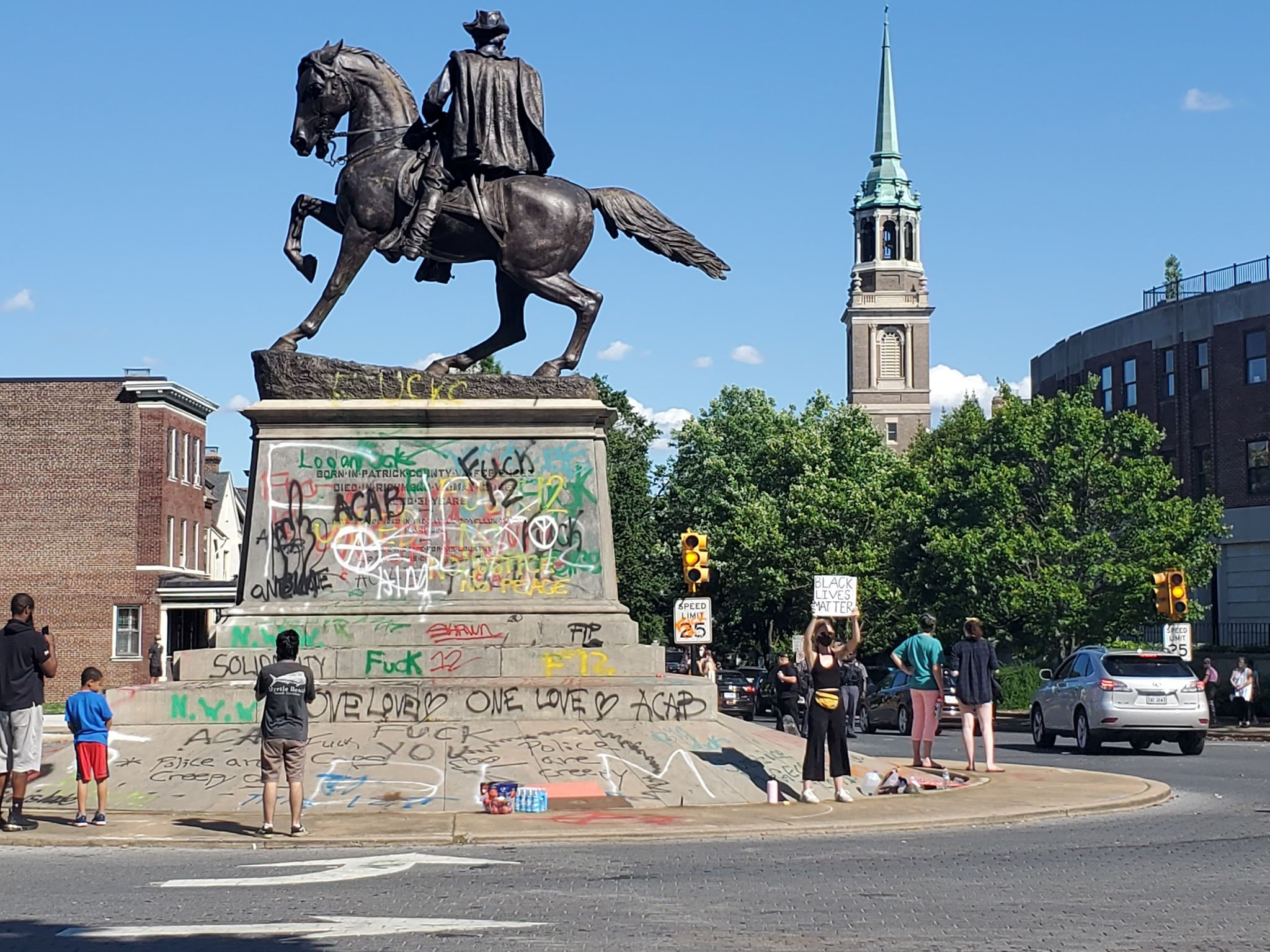
Het J. E. B. Stuart Monument die verwijderd werd op 7 juli 2020 na protestacties

Het J. E. B. Stuart Monument, van de hand van Frederick Moynihan, werd opgericht in 1907 en na protesten verwijderd in 2020.

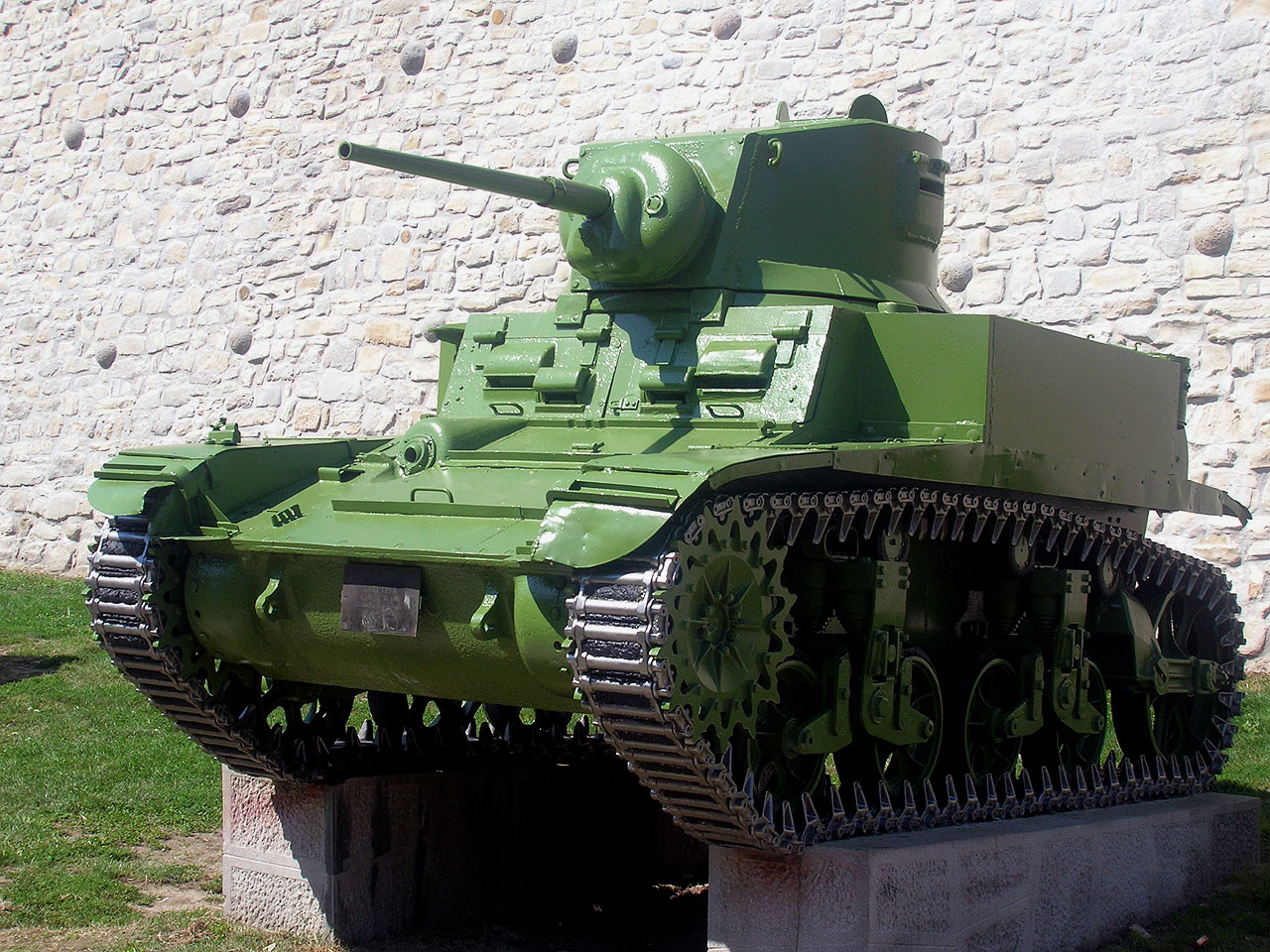
M3A1 Stuart tank

U.S. Route 58 in Virginia kreeg de naam "J.E.B. Stuart Highway". In 1884 werd de naam van Taylorsville, Virginia veranderd in  Stuart. 
Tijdens de Tweede Wereldoorlog werden er twee types van lichte tanks naar Stuart vernoemd, namelijk de M3 en M5.

## Militaire loopbaan
- Cadet: 1 juli 1850 – 1 juli 1854[72]
- Brevet Second Lieutenant of Mounted Riflemen: 1 juli 1854[72]
- Second Lieutenant, Mounted Riflemen: 31 oktober 31 1854[72]
- Second Lieutenant, 1st Cavalry: 3 maart 1855[72]
- First Lieutenant, 1st Cavalry: 20 december 1855[1][72]
- Captain, 1st Cavalry: 22 april 1861[72]
- Ontslag genomen USA: 14 mei 1861[72]
- Colonel (CSA), 1st Cavalerie van Virginia: 16 juli 1861[72]
- Brigadier General (CSA): 24 september 1861[72]
- Major General (CSA): 25 juli 1862[72]
- Gesneuveld: 12 mei 1864[72]